# Mermentau, Louisiana
Mermentau, Louisiana (енгл. Mermentau) град је у америчкој савезној држави Луизијана.

## Демографија
По попису из 2010. године број становника је 661, што је 60 (-8,3%) становника мање него 2000. године.
| Група             | 2000.       | 2010.       |
| Белци             | 609 (84,5%) | 577 (87,3%) |
| Афроамериканци    | 90 (12,5%)  | 60 (9,1%)   |
| Азијати           | 0 (0,0%)    | 1 (0,2%)    |
| Хиспаноамериканци | 15 (2,1%)   | 6 (0,9%)    |
| Укупно            | 721         | 661         |